# قاراوا العلياء (سقز)
قرية قاراوا العلياء (بالكردية: قاراوای سەروو) هي إحدى القرى التابعة لـترجان في ريف قسم مركزي من مقاطعة سقز، في محافظة كردستان الإيرانية.

## السكان
حسب إحصاءات سنة 2006، بلغ إجمالي السكان في قاراوا العلياء 95 نسمة وعدد المساكن 17 مسكن. لغة سكان قاراوا العلياء هي اللغة الكردية و هم من أهل السنة والجماعة والمذهب الشافعي.